# Cotoneaster bullatus
Cotonéaster boursouflé
Espèce
Le Cotonéaster boursouflé (Cotoneaster bullatus) est une espèce d'arbrisseaux de la famille des Rosacées originaire de Chine.